# عدد فرود
عدد فرود (به انگلیسی: Froude number)، در زمینه جریان سیالات، یک عدد بدون بعد است که به افتخار ویلیام فرود نامگذاری شده‌است. در تعریف این عدد آمده‌است:
.
نسبت نیروی اینرسی به نیروی جاذبه در حرکت یک سیال.
این نیرو در جریان‌هائی که شکل امواج از نیروی جاذبه متاثر می‌شود مانند حرکت یک قایق بسیار حائز اهمیت است.
این عدد از فرمول زیر بدست می‌آید:
{\displaystyle F_{r}^{2}={\frac {\rho V^{2}/L}{\gamma }}={\frac {V^{2}}{Lg}}}
که در آن:
L مشخصه طول(در کانال های باز مشخصه طول برابر با عمق هیدرولیکی D)
{\displaystyle /rho}چگالی
V سرعت
{\displaystyle \gamma } عددی برابر با چگالی در شتاب گرانشی
g شتاب گرانشی است.